# Samuel Pepys Cockerell
Pour les articles homonymes, voir Cockerell.
Ne doit pas être confondu avec Samuel Pepys.
Samuel Pepys Cockerell, né en 1753 et mort en 1827, est un architecte anglais.

## Biographie
Samuel Pepys Cockerell naît (selon le journal de son fils C. R. Cockerell), le 6 janvier 1753, à Bishop's Hull, Somerset. Il est le fils de John Cockerell (1714-1767) et de son épouse, Frances Jackson (morte en 1769). Il est élève de Sir Robert Taylor.